# 84 Charing Cross Road (filme)
84 Charing Cross Road é um filme britânico-estadunidense de 1987, do gênero drama, dirigido por David Jones e com roteiro baseado em livro homônimo de Helene Hanff.
Na TV aberta brasileira, foi exibido também com o título Nunca A Vi, Sempre A Amei.

## Sinopse
O filme conta a história da escritora estadunidense Helene Hanff que, tendo dificuldades para encontrar livros raros em seu país um pouco depois da Segunda Guerra Mundial, passa a corresponder-se ao longo de vinte anos com um livreiro londrino, chamado Frank Doel, da firma Marks & Co., uma livraria especializada em obras raras situada no endereço que dá título ao filme.

## Elenco
- Anne Bancroft .... Helene Hanff
- Anthony Hopkins .... Frank P. Doel
- Judi Dench .... Nora Doel
- Jean De Baer .... Maxine Stuart
- Maurice Denham .... George Martin
- Eleanor David .... Cecily Farr
- Mercedes Ruehl .... Kay
- Daniel Gerroll .... Brian
- J. Smith-Cameron .... Ginny

## Prêmios e indicações

### Prêmios
BAFTA
- Melhor Atriz: Anne Bancroft: 1988

 Festival Internacional de Cinema de Moscou
- Melhor Ator: Anthony Hopkins: 1987

 USC Libraries Scripter Awards
- Melhor Roteiro: 1989

### Indicações
BAFTA
- Melhor Atriz Coadjuvante: Judi Dench: 1988
- Melhor Roteiro Adaptado: 1988

 Festival Internacional de Cinema de Moscou
- Melhor Filme: 1987